# Radiopop
Radiopop, kommersiell radiopop, är, särskilt med ordet kommersiell framför, en lätt nedsättande term för en viss typ av popmusik. Denna typ av pop är oftast ganska lättsmält med en klatschig melodi och oförarglig text som oftast handlar om kärlek och inte politik eller religion då de senare kan tänkas reta någon. Bedömaren anser att låtar i denna genre framförs med främsta syfte att bli en stor hit i radio, att marknadsföra singeln och albumet samt sälja konsertbiljetter, medan sedan själva låten många gånger snabbt glöms bort av de flesta.[källa behövs]
Vad som klassas som radiopop varierar med tidens gång. Under 1970-talet var det ofta Abba som räknades dit, men Abba har senare erkänts av många som en del av den "svenska musikskatten". Under 1980-talet blev Roxette många gånger en symbol för radiopop, även om det nu inte längre ansågs lika "fult". Under 1990-talet räknade man ofta dit artister och grupper som Britney Spears och Spice Girls. Andra klassar det mesta som ofta spelas i kommersiell radio som radiopop. Med video har dock musikvideo många gånger blivit en minst lika viktigt metod för att marknadsföra låtar som radion tidigare var.